# Orfeusz i Eurydyka (obraz Frederica Leightona)
Orfeusz i Eurydyka – obraz angielskiego malarza Frederica Leightona, znajdujący się w zbiorach londyńskiego Leighton House Museum (nr inw. VIII-2625).

## Geneza
Tematyka obrazu została zaczerpnięta z Metamorfoz Owidiusza. Opisany epizod opowiada o Orfeuszu i jego miłości do Eurydyki. W dniu ich ślubu kobieta zmarła od ukąszenia węża. Orfeusz zrozpaczony udał się do podziemi, by wyprosić u Hadesa i Persefony przywrócenie życia ukochanej. Gdy stanął przed obliczem władcy podziemnego świata, zaczął wygrywać na lirze pieśń o powodach swojego przyjścia i miłości do Eurydyki. Jego słowa wzruszyły i poruszyły bogów i wszystkich mieszkańców krainy: 

Wydano Eurydyke trackiemu Orfeuszowi pod warunkiem, że nie spojrzy do tyłu, dopóki nie wyjdzie z doliny Awernu; inaczej dar będzie daremny. (...) I już byli blisko powierzchni ziemi, kiedy Orfeusz, w obawie przed utratą żony, spragniony jej widoku, zwrócił do tyłu zakochane oczy. Wtedy ona osunęła się natychmiast w dół. (Owidiusz, „Metamorfozy” 10, 50-56)

## Opis obrazu
W większości, we wcześniejszych przedstawieniach, artyści ukazywali moment odzyskania Eurydyki przez Orfeusza (tak jak na obrazie Rubensa, Jacopo Vignali) czy ponownej utraty: Michel Martin Drolling (1820), George Frederick Watts (1860), Giovanni Antonio Burrini (1695). Frederic Leighton, być może zainspirowany pracą Ary Scheffera z 1814 roku, wybrał moment niejako pośredni: zakochany Orfeusz stęskniony za widokiem ukochanej wyprowadza dziewczynę z podziemi. Eurydyka podąża za ukochanym, ale ten pragnie upewnić się, że ona wciąż za nim idzie; ogląda się i staje się to, czego zrobić nie mógł: spogląda na ukochaną. I wówczas ponownie odrywa wzrok od dziewczyny, patrzy przed siebie, chce ukryć przed bogami fakt, że złamał przykazanie, chce wierzyć, że może gdy nie spojrzy więcej na Eurydykę, bogowie pozwolą mu zabrać ukochaną ze sobą. Dziewczyna widzi jego ból, jego brak pogodzenia się tym co się stało, pragnie go pocieszyć i okazać swoją wielką miłość do niego. Leighton ukazuje właśnie ten moment, ból zakochanego i brak pogodzenia się z przeznaczeniem. To dlatego Eurydyka bladym ramieniem próbuje objąć Orfeusza, by okazać mu swoją miłość, ale on nie chce o tym słyszeć; wzbrania się, chce oddalić moment ostatecznego rozstania.
Niekonwencjonalne podejście do tematu historii Orfeusza i Eurydyki nie spotkało się ze zrozumieniem od strony krytyków. Na wystawie jego ośmiu prac w Royal Academy w Londynie w 1864 roku tylko ta praca nie cieszyła się większym zainteresowaniem. W zrozumieniu tematu nie pomógł tu również wiersz Eurydyka i Orfeusz, jaki napisał na zlecenie artysty jego przyjaciel Robert Browning.